# Bridgnorth District
Bridgnorth war ein District in der Grafschaft Shropshire in England. Verwaltungssitz war die gleichnamige Stadt Bridgnorth. Der District umfasste auch die Orte Albrighton, Broseley, Much Wenlock und Shifnal.
Der Bezirk wurde am 1. April 1974 gebildet und entstand aus der Fusion des Rural District Bridgnorth und fast des gesamten Rural District Shifnal. Am 1. April 2009 wurde er aufgrund einer Gebiets- und Verwaltungsreform aufgelöst und ging in der neuen Unitary Authority Shropshire auf.
Koordinaten: 52° 32′ N, 2° 25′ W